# Adolfo Tunesi
Adolfo Tunesi (n. 27 august 1887, Cento, Emilia-Romagna, Italia – d. 29 noiembrie 1964, Bologna, Italia) a fost un gimnast artistic ce a reprezentat Italia, medaliat olimpic. A participat la o ediție a Jocurilor Olimpice (1912) în care a câștigat o medalie de bronz.

## Participări
Lista de mai jos prezintă principalele competiții la care a participat Adolfo Tunesi de-a lungul carierei.
- gymnastics at the 1912 Summer Olympics – men's artistic individual all-around[*]